# Louisburg (Missouri)
Louisburg – wieś w Stanach Zjednoczonych, w stanie Missouri, w hrabstwie Dallas.